# Kozárd
Kozárd is een plaats (község) en gemeente in het Hongaarse comitaat Nógrád. Kozárd telt 186 inwoners (2001).